# Panzerfaust

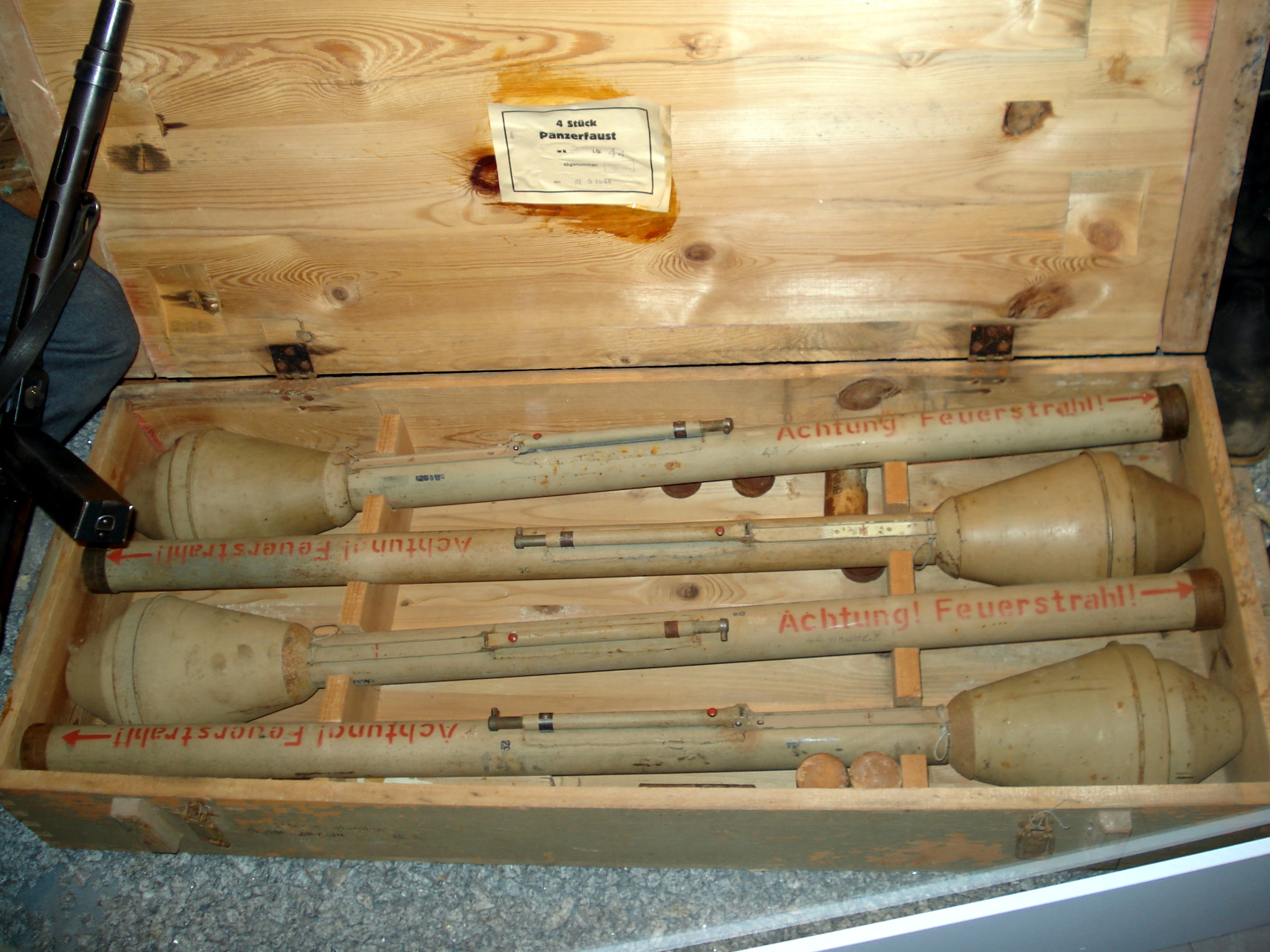
Panzerfäuste 30 em uma embalagem original

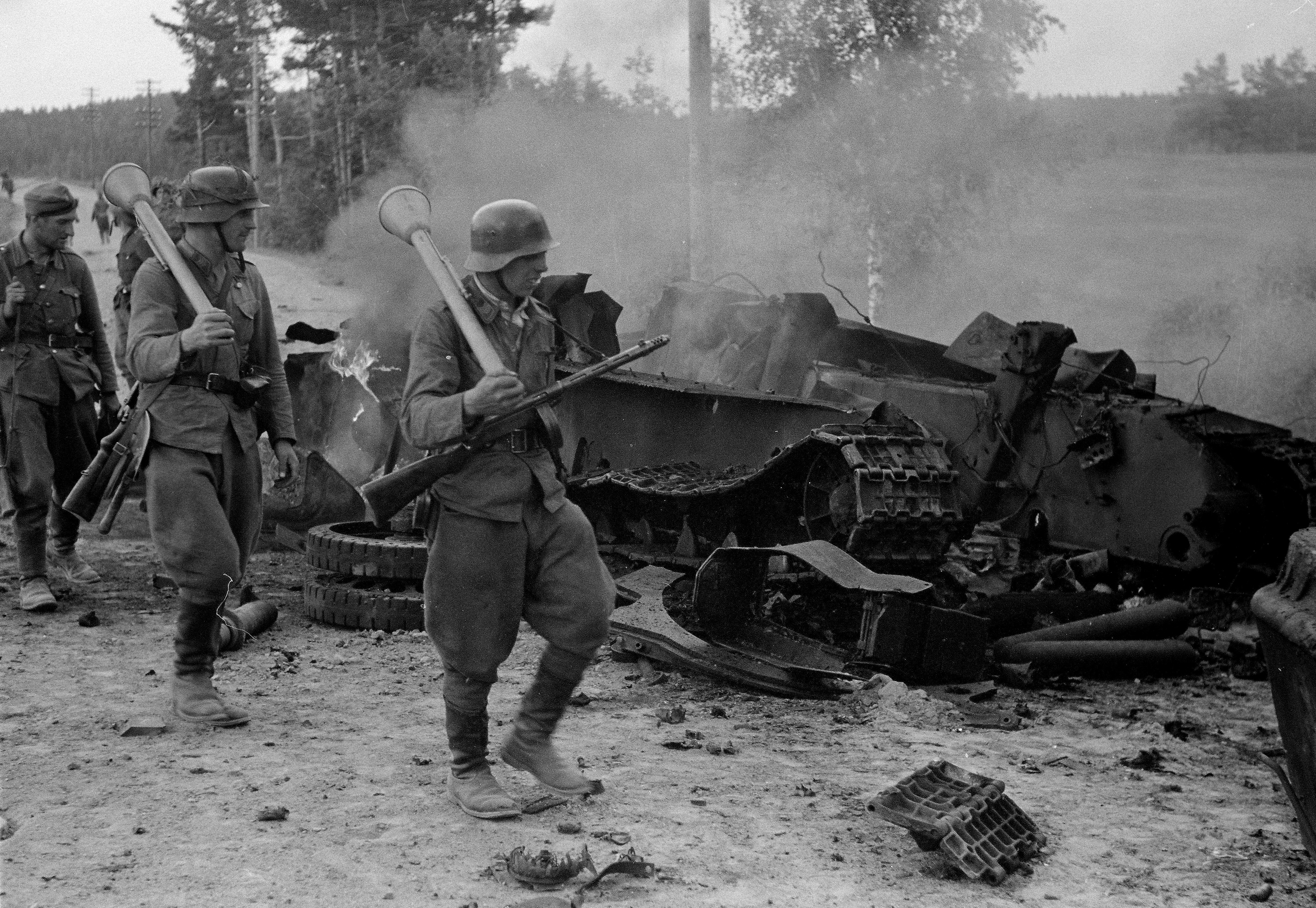
Soldados finlandeses com Panzerfäuste e um carro de combate T-34 soviético destruído na Batalha de Tali-Ihantala.

A Panzerfaust é uma arma alemã utilizada durante a Segunda Guerra Mundial. Tinha o objetivo de servir como um destruidor de carros de combate e foi criada devido à grande falta de blindados na Wehrmacht, sendo a solução para destruir carros de combate soviéticos e aliados em ambas as frentes de combate.
Apesar de ter sido uma boa arma antitanque, não foi capaz de suplantar a enorme reserva de carros de combate aliados, graças ao aperfeiçoamento da blindagem e a quantidade enorme de carros de combate inimigos. As primeiras blindagens contra Panzerfaust eram simplesmente feitas com destroços que ficavam em cima dos tanques para "retardar" a velocidade do projétil de ponta de cobre e não danificar o tanque o suficiente para perfurá-lo, matando a tripulação e inutilizando-o. Foram produzidas pelos alemães mais de 6 milhões de Panzerfäuste, a arma anti-tanque mais fabricada durante a guerra. Estima-se que em 1945, nos meses finais da guerra, Panzerfäuste haviam sido responsáveis por 70% dos tanques soviéticos destruídos. Foi considerada uma arma de forte potência e precisão pelos comandantes aliados, tanto que no final da guerra, em fevereiro de 1945, o uso de Panzerfäuste capturados foi recomendado em uma diretriz pelo marechal Gueorgui Júkov.
Existia nos tamanhos médio e grande e era simples de se disparar, tanto que até mulheres e crianças de certa idade (cerca de 12 anos) podiam utilizá-la, devido a não haver grande recuo da arma (muitos deles foram usados na defesa de Berlim), e o mais importante: sua fabricação era barata, embora só pudesse ser utilizada uma vez, já que depois da carga explosiva ser lançada, o soldado (ou civil) a jogava fora porque o lançamento danificava a base de disparo.

## Variantes

### Panzerfaust 30 klein ou Faustpatrone
Esta foi a versão original, entregue pela primeira vez em agosto de 1943 com um peso total de 3,2 quilos e comprimento total de 98,5 cm. O "30" era indicativo do alcance máximo nominal de 30 m. Ele tinha um tubo de 3,3 cm de diâmetro contendo 54 gramas de propelente de pólvora preta lançando uma ogiva de 10 cm carregando 400 g de explosivo. O projétil viajava a apenas 30 m por segundo e podia penetrar 140 mm de blindagem.

### Panzerfaust 30
Uma versão melhorada também apareceu em agosto de 1943. Esta versão tinha uma ogiva maior para melhor penetração de blindagem, 200 mm de aço e 140 mm de aço blindado, mas o mesmo alcance de 30 metros. Tem uma carga explosiva de 1,5 kg de material explosivo. Seu cano tem um calibre de 43 mm e um comprimento de 103 cm. Tem um peso de 5,1 kg e uma velocidade de saída de 45 m/s.

### Panzerfaust 60
Esta era a versão mais comum e foi concluída no início de 1944. No entanto, não atingiu a produção total até setembro de 1944, quando 400.000 seriam produzidos a cada mês. Tinha um alcance muito mais prático de 60 m, embora com uma velocidade de saída de apenas 45 m/s, levaria 1,3 segundos para a ogiva atingir um tanque a esse alcance. Para atingir a velocidade mais alta, o diâmetro do tubo foi aumentado para 5 cm e 134 g de propelente usado, sendo um comprimento total de 104 cm. Também tinha uma alça de mira ajustável e mecanismo de gatilho aprimorados. A arma agora pesava 6,1 kg. Podia derrotar 200 mm de blindagem.

### Panzerfaust 100
Esta foi a versão final produzida em quantidade, e foi concluída em setembro de 1944. No entanto, não atingiu a produção total até novembro de 1944. Tinha um alcance máximo nominal de 100 m. 190 g de propelente lançavam a ogiva a 60 m/s de um tubo de 6 cm de diâmetro. A mira tinha furos para 30, 60, 80 e 150 m, e tinha tinta luminosa neles para facilitar a contagem até o correto no escuro. Esta versão pesava 6 kg e podia penetrar 220 mm de blindagem.

### Panzerfaust 150
Uma grande reformulação do Panzerfaust, o Panzerfaust 150 apresentava uma nova ogiva pontiaguda (com um diâmetro de 105 mm em comparação com a ogiva de 140 mm da série Panzerfaust 30/60/100) com maior penetração de blindagem e ignição de propelente de dois estágios que dava uma velocidade maior de 85 m/s. Uma manga de fragmentação foi desenvolvida para o Panzerfaust 150 para aumentar sua letalidade contra infantaria. O projétil tinha um pellet de atraso para a espoleta detonador de base, o que significava que o projétil explodia após três segundos se não atingisse seu alvo ou uma superfície dura. Isso foi feito para eliminar falhas e também permitiu que explosões no ar fossem alcançadas quando combinadas com a manga de fragmentação. A produção do Panzerfaust 150 começou em fevereiro de 1945 e continuou até maio daquele ano, quando a instalação em Döbeln, Saxônia, produzindo o Panzerfaust 150 foi capturada pelos soviéticos. Embora 100.000 tenham sido produzidos, nenhum foi emitido para unidades de campo além de testes de tropas limitadas. Nenhum exemplar conhecido do Panzerfaust 150 sobreviveu ao fim da guerra. Um desenvolvimento posterior do Panzerfaust 150 foi feito para torná-lo uma arma recarregável, capaz de disparar dez tiros antes que a poluição por pólvora preta se acumulasse a ponto de a arma precisar ser inspecionada e limpa. Este desenvolvimento deveria ser concluído em maio de 1945, com a produção do Panzerfaust 150 aprimorado programada para começar no verão daquele ano. "O Pzf 150 recarregável poderia ter recebido uma nova designação se tivesse sido produzido."

### Panzerfaust 250
O último desenvolvimento da série Panzerfaust foi o Panzerfaust 250. Destinado a substituir o mais pesado Panzerschreck em serviço alemão, este projeto nunca saiu da prancheta. Ele usaria um tubo recarregável e apresentava um punho de pistola. O projétil seria baseado no usado pelo Panzerfaust 150, mas a carga propulsora interna seria maior. A velocidade de saída projetada era de 120–150 m/s. A produção em série estava programada para começar em setembro de 1945. A arma antitanque soviética RPG-2 se inspirou no projeto do Panzerfaust 250 (também era uma arma antitanque recarregável e sem recuo com um punho de gatilho e sistema de disparo elétrico). Os planos para o Panzerfaust 250 caíram nas mãos dos americanos e soviéticos.

## Derivados

### PAPI
Arma antitanque de fabricação argentina, semelhante ao Panzerfaust. A sigla significa proyectil antitanque para infanteria (projétil antitanque para infantaria).

### Pansarskott m/45 e Pansarskott m/46
Cópias suecas do Panzerfaust. A Administração de Material do Exército Real Sueco encomendou uma cópia do projeto do Panzerfaust da Bofors, cujos exemplares foram adquiridos da Finlândia e do movimento de resistência dinamarquês. A arma resultante, uma cópia de um modelo antigo do Panzerfaust, foi designada Pansarskott m/45 e 10.000 foram encomendadas pelas Forças Armadas da Suécia no final de 1945. Embora julgado eficaz contra os tanques da época, a velocidade de saída era baixa e o alcance efetivo era de apenas cerca de 70 metros. O Pansarskott m/45 foi rapidamente atualizado pela substituição da carga propulsora de pólvora negra por pólvora sem fumaça. A arma resultante, Pansarskott m/46, tinha um alcance efetivo de cerca de 90 metros.

### Pc-100 (PC-100, pancerzownica 100m)
Cópia polonesa do Panzerfaust 100, fabricado em 1951–1952. Apesar dos pedidos em larga escala, uma produção encontrou dificuldades tecnológicas e apenas 5000 Pc-100 de combate e 940 de treinamento foram feitos em 1952, antes que o Exército Polonês mudasse para o RPG-2 soviético mais moderno. É erroneamente conhecido como PT-100 em publicações estrangeiras.

## Operadores

### Panzerfaust
- Alemanha: Conhecida por ter usado pela primeira vez em 1943[13]
- Bulgária[14]
- Finlândia[14]
- Hungria[14][15]
- República Social Italiana
- Polónia: Os partisans poloneses usaram Panzerfäuste capturados durante a guerra, e depois houve algum uso limitado no pós-guerra pelas forças armadas do novo regime fantoche comunista instalado pelos soviéticos no início dos anos 1950 sob a designação PG-49).[16]
- Tchecoslováquia: A resistência tcheca usou Panzerfäuste capturados durante o Levante de Praga.[17]
- Romênia[14]
- União Soviética: O Exército Vermelho usou Panzerfäuste capturados em 1944 e 1945.[16]
- Estados Unidos: As tropas do Exército dos EUA usaram exemplos capturados, desde a Operação Overlord até o Dia da Vitória na Europa[6]
- Exército Democrático da Grécia: Usou Panzerfäuste capturados durante a Guerra Civil da Grécia.[18]

### Derivados
- Argentina: PAPI de fabricação argentina e possivelmente Pansarskott m/46 de fabricação sueca[19][20]
- Polónia: Cópia polonesa Pc-100[12]
- Suécia: Fabricou e usou cópias do Panzerfaust em duas variantes; Pansarskott m/45 e Pansarskott m/46[11]